# قلنسوي خمري
قلنسوي خمري (الاسم العلمي: Mycena vinacea) هو نوع من الفطريات يتبع جنس القلنسوي من الفصيلة القلنسوية.